# گادریک، انتاریو

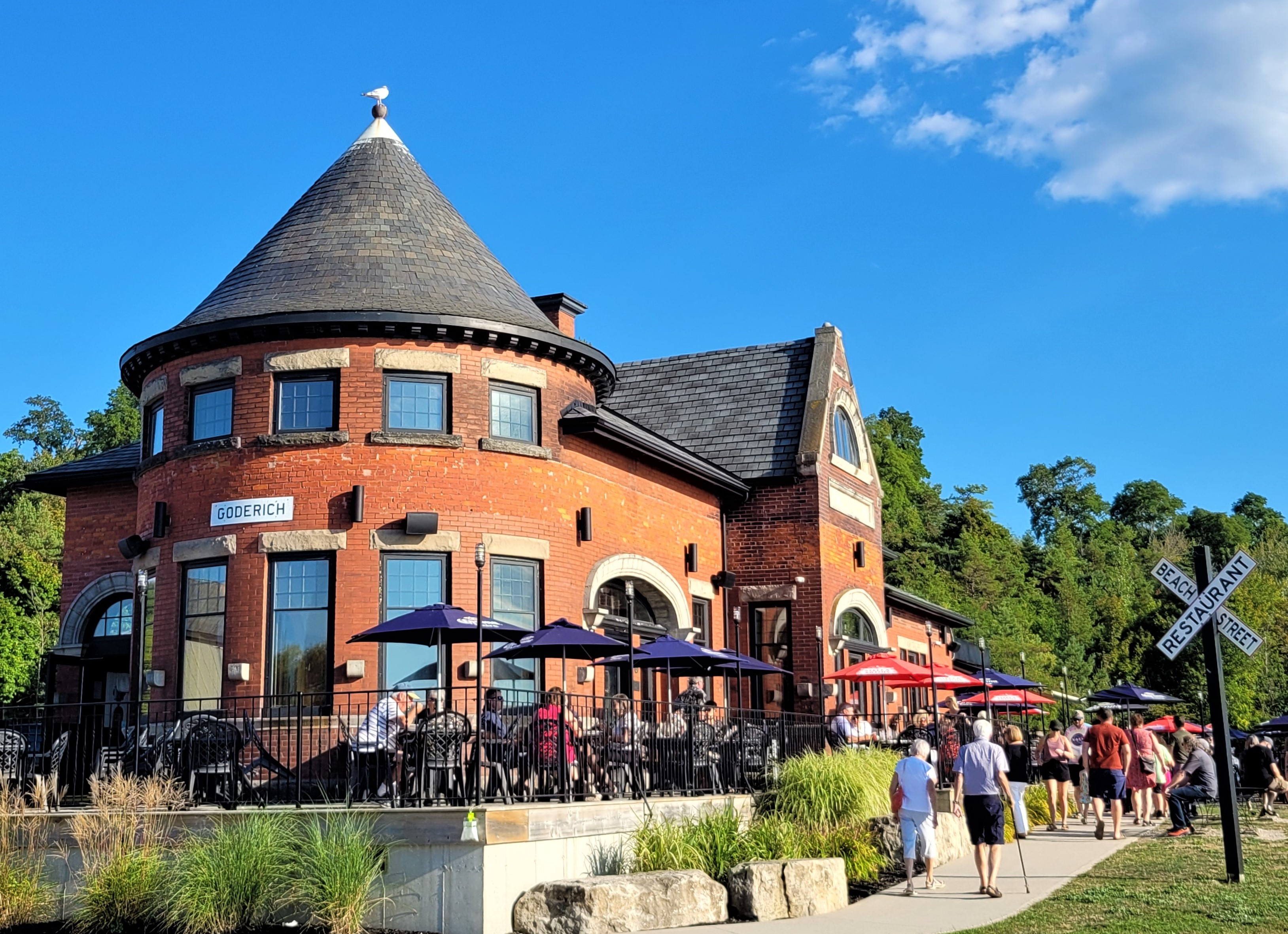
ایستگاه قدیمی قطار در گادریک که به رستوران تبدیل شده است

گادریک، انتاریو (به انگلیسی: Goderich, Ontario) یک منطقهٔ مسکونی در کانادا است که در شهرستان هورون، انتاریو واقع شده‌است. گادریک ۸٫۶۴ کیلومتر مربع مساحت و ۷٬۶۲۸ نفر جمعیت دارد و ۲۱۳ متر بالاتر از سطح دریا واقع شده‌است.